# Kehrtunnel

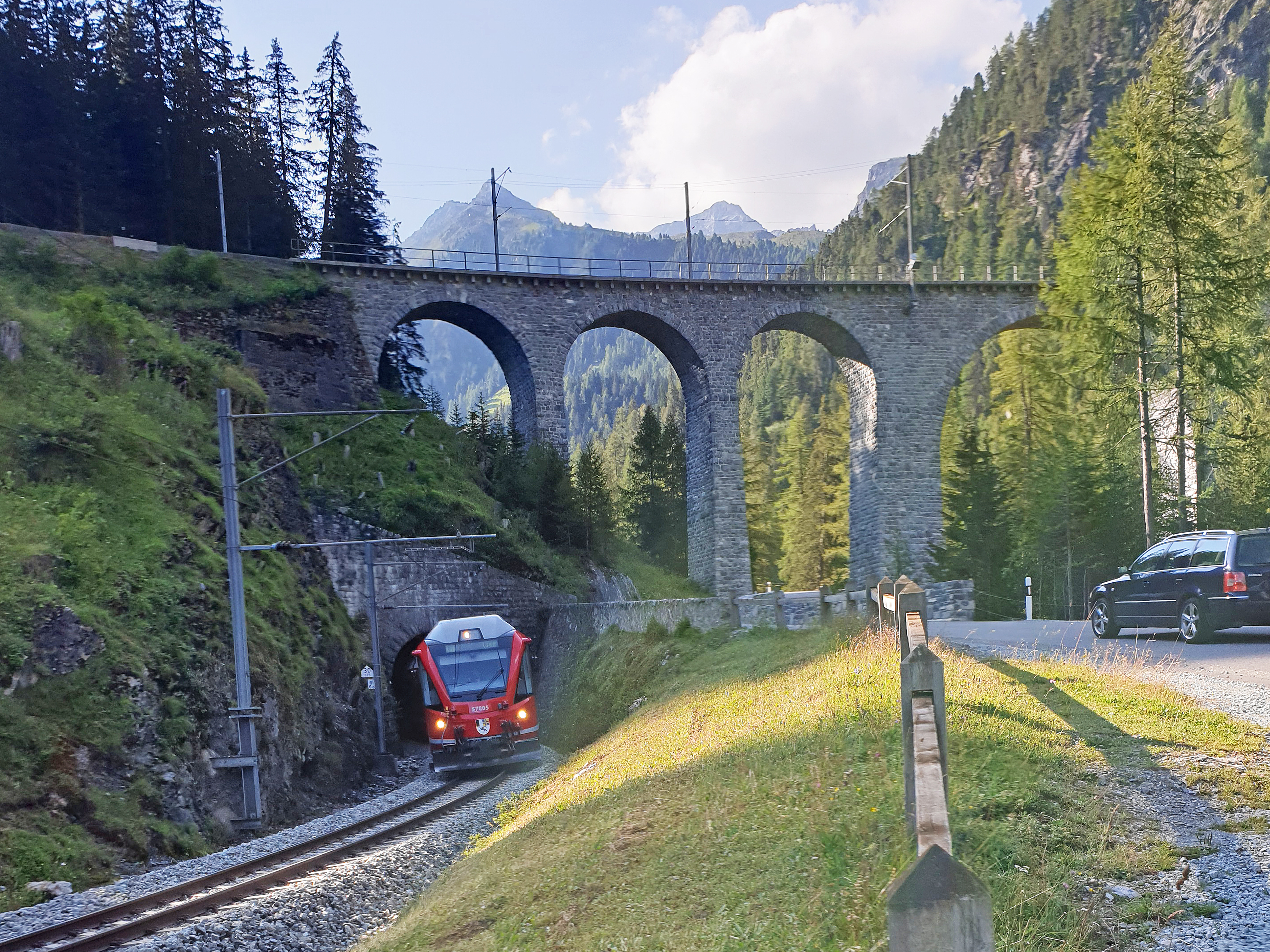
Künstliche Längenentwicklung der Albulalinie der Rhätischen Bahn. Der Zug fährt aus dem unteren Portal eines Kreiskehrtunnels, des Toua-Tunnels.

Ein Kehrtunnel ist ein in einer Kurve verlaufender Tunnel, der von Bahn oder Straße benutzt wird, um große Höhenunterschiede auf kleinem Raum zu überwinden. Der Verkehrsweg beschreibt dabei im Innern des Berges eine Kehre (Eisenbahn, Straße) oder eine Kreiskehrschleife. Dadurch wird die Trasse künstlich verlängert, sodass Höhenunterschiede überwunden werden können, bei denen eine gerade Linienführung zu einer übermäßigen Steigung geführt hätte.

## Einteilung
Es wird zwischen Tunneln unterschieden, die eine Kehre bilden und solchen, die eine Kreiskehrschleife bilden.

### Kehre im Tunnel
Bei diesen Tunneln wendet sich die Trasse in die entgegengesetzte Fahrtrichtung, also um etwa 180°. Sie kommen fast ausschließlich in Verbindung von Doppel- oder Mehrfachschleifen sowie Seitentalkehren vor. Für diese Tunnel werden die Bezeichnungen Wendetunnel, Schleifentunnel oder Kehrtunnel verwendet.

### Kehrschleife im Tunnel
Bei diesen Tunneln wendet sich die Trasse um mehr als 360° und beschreibt damit einen vollständigen Kreis, wovon der größere Teil im Berg liegt. Bei dieser Streckenführung liegen zwingend zwei Punkte der Trasse übereinander, das heißt, dass die obere Trasse an einer Stelle über die untere Trasse geführt werden muss. Für diese Bauwerke werden die Bezeichnungen Spiraltunnel, Kreiskehrtunnel, Schraubtunnel oder Kehrtunnel verwendet.

### Verwendung des BegriffsKehrtunnel
Der Begriff Kehrtunnel ist mehrdeutig. Er wird sowohl als Oberbegriff für Kehren und Kreiskehrschleifen im Berg benutzt als auch als Unterbegriff für eine der beiden Gruppen verwendet. Weil beide Gruppen die Bezeichnung Kehrtunnel tragen können, lässt sich der Begriff nur eindeutig zuordnen, wenn der Zusammenhang bekannt ist. Dazu muss entweder die Bezeichnung der anderen Gruppe bekannt sein oder sichergestellt sein, dass zwischen den Gruppen nicht unterschieden wird. Im letzteren Fall wird Kehrtunnel als Oberbegriff verwendet. Bei den Gruppenbezeichnungen kommen typischerweise die Begriffspaare Kehrtunnel – Kreiskehrtunnel, Wendetunnel – Kehrtunnel, Wendetunnel – Spiraltunnel vor.

## Künstliche Längenentwicklung
Unter der künstlichen Längenentwicklung, manchmal auch künstlichen Linienentwicklung, versteht man die künstliche Verlängerung einer Trasse bei Gebirgsbahnen zur Vermeidung von zu großen Steigungen. Hauptbahnen überwinden Steigungen von etwa 25 bis 30 Promille (Westrampe der Arlbergbahn: 31 ‰), Nebenbahnen können Steigungen bis 70 Promille (Berninabahn) aufweisen. Die einfachste Variante der künstlichen Längenentwicklung ist die Spitzkehre, die zwar kostengünstig zu erstellen ist, aber wegen des notwendigen Fahrtrichtungswechsels keinen leistungsfähigen Betrieb zulässt. Alle anderen Varianten benötigen keinen Wechsel der Fahrtrichtung, verwenden aber Schleifen und Kehren, deren Kurvenradien bei Hauptbahnen aus betrieblichen Gründen 250 bis 300 Meter betragen müssen, da ansonsten der Fahrwiderstand in den Bögen zu groß wird. Bei Meterspurbahnen kann der Kurvenradius wegen der kleineren Spurweite bis auf 45 m (Berninabahn) reduziert werden. In engen Tälern können diese Trasseelemente meist nicht offen angelegt werden. In solchen Fällen muss die Trasse mit einem Tunnel in die Talflanke hineingeführt werden und um die im Tunnel gewonnene Höhe aus dieser wieder austreten.
Bei einem Wendetunnel verlässt die Trasse den Berg in entgegengesetzter Richtung, in der sie eingetreten ist, bei einem Kreiskehrtunnel in ungefähr gleicher Richtung. Die Tunnelportale liegen meist nahe beieinander, die Luftlinie zwischen den Portalen ist meist sehr viel kürzer als die Länge des Tunnels. Neuere Bahnstrecken durchfahren Gebirgsketten in Basistunneln mit geringen Steigungen, womit Gebirgsbahnen mit aufwendigen künstlichen Längenentwicklungen überflüssig geworden sind.
Die drei häufigsten künstlichen Längenentwicklungen, bei denen Kehrtunnel zur Anwendung gelangen, sind die Doppelschleife, die Seitentalkehre und die Kehrschleife.

### Doppelschleife

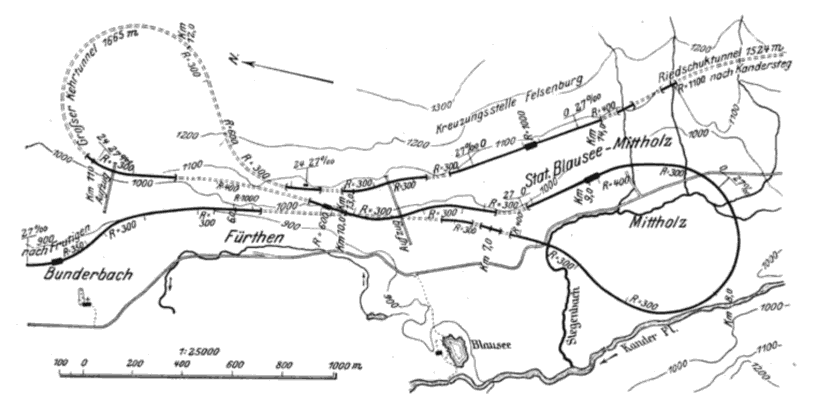
Doppelschleife der Lötschbergbahn bei Blausee-Mitholz, links der Kehrtunnel, rechts die sogenannte Blauseekurve

Doppelschleifen kombinieren zwei Kehren von rund 180°, wobei die erste Kehre die ansteigende Strecke entgegen dem Gefälle im Tal wendet und aus dem Tal herausführt. Die zweite Kehre wendet die Strecke wieder zurück in die ursprüngliche Richtung. Im Landschaftsbild fallen die drei parallel verlaufenden Trassen auf, von denen die oberste und die unterste die gleiche Fahrrichtung aufweisen. Für die unterste Kehre wird gerne der Talboden benutzt, falls er breit genug ist, so wie bei der Lötschberg-Nordrampe mit der offenen Schleife, der Blauseekurve. Andernfalls wurde ein Wendetunnel gebaut, wie zum Beispiel der Wattingertunnel bei der Doppelschleife von Wassen an der Gotthardbahn. Nachdem die nun in Richtung Talausgang verlaufende Trasse bedeutend an Höhe gewonnen hat, ist für die zweite Kehre meist ein Wendetunnel nötig.

### Seitentalkehre

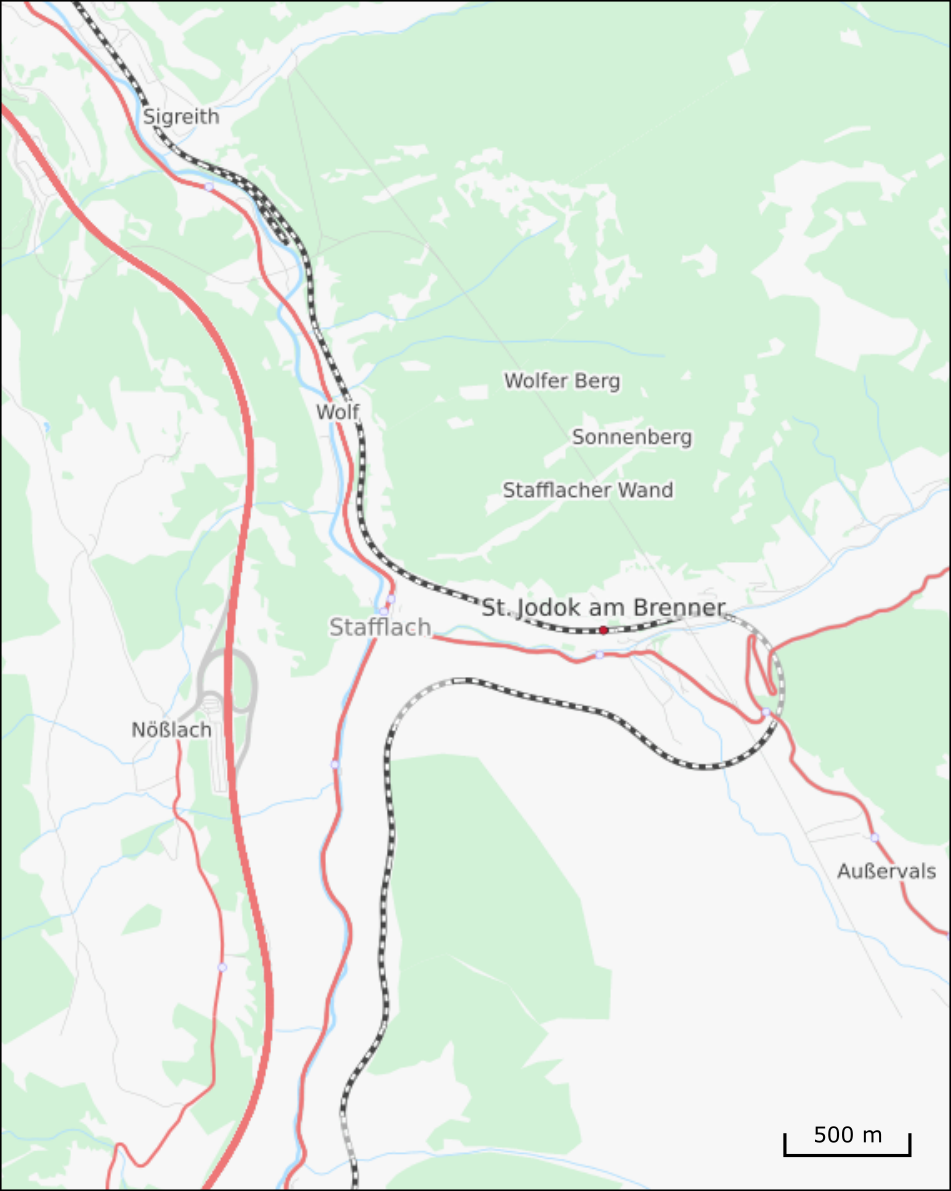
Seitentalkehre der Brennerbahn bei St. Jodok am Brenner

Diese Art von künstlicher Längenentwicklung kann nur angewendet werden, wenn das Tal, in dem die Trasse verläuft, ein geeignetes Seitental aufweist. Die Trasse biegt vom Haupttal in einem engen Bogen in das Seitental ab, wendet am Ende des Tals mit einer Schleife, die in einem Wendetunnel liegen kann, und wird wieder zurück ins Haupttal geführt. Damit eine Seitentalkehre möglich ist, muss das Seitental in einem genügend großen Bogen ausgefahren werden können. Diese Art von Längenentwicklung wird oft auch Ausfahren von Seitentälern genannt.

### Kehrschleife

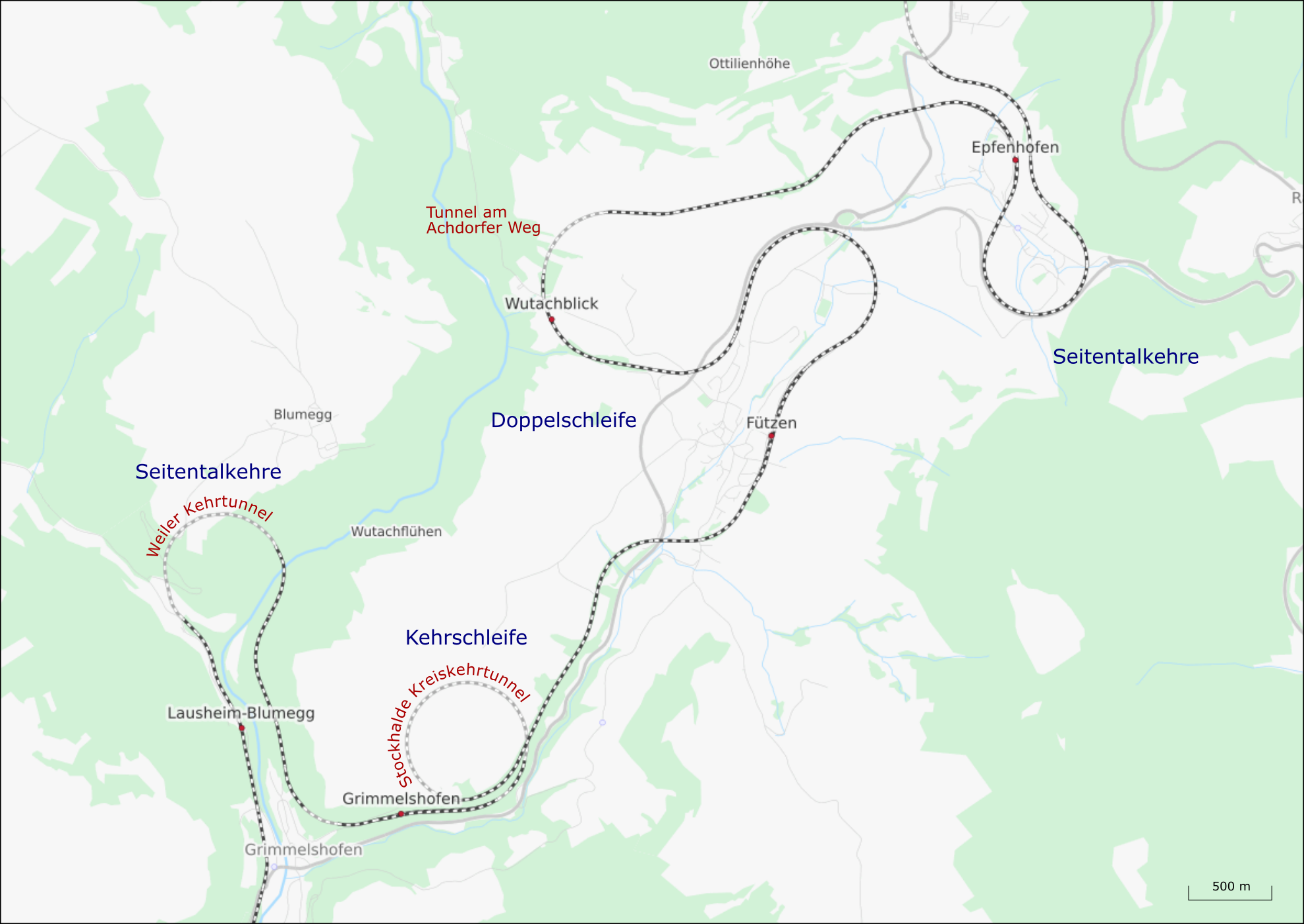
Künstliche Längenentwicklung der Wutachtalbahn, darin enthalten der Stockhalde-Kehrtunnel

Kehrschleifen sind künstliche Längenentwicklungen, wo die Trasse eine Wendung von 360° ausführt und dadurch zwei Punkte der Trasse übereinander zu liegen kommen, das heißt, dass die obere Trasse an einer Stelle über die untere Trasse geführt werden muss. Die Kehrschleife kann als offene Kreiskehrschleife ausgeführt werden, ist aber häufiger wegen Platzmangels in den engen Gebirgstälern als Kreiskehrtunnel anzutreffen. Meistens findet nicht die volle Drehung im Tunnel statt. Kreiskehrtunnel können auf kurzer Distanz große Höhen überwinden, ohne Seitentäler zu benutzen. Sie finden deshalb oft Anwendung, wenn Talstufen das Längsprofil eines Tals stark verändern. Der Nachteil von Kreiskehrtunneln ist die vor allem bei Dampfbetrieb problematische schlechte Lüftung, sowie die schwierige Bauausführung und die damit verbundenen hohen Baukosten.
In Deutschland gibt es nur einen Schraubtunnel, nämlich den 1700 Meter langen Großen Stockhalde-Kehrtunnel der Wutachtalbahn („Sauschwänzlebahn“), der außerdem weltweit der einzige Tunnel dieser Art in einem Mittelgebirge ist. In den Alpen finden sich Schraubtunnel z. B. bei der Gotthard-, Tenda-, Simplon- und Albulabahn, aber kein einziger in Österreich.
Die Varzo elicoidale südlich des Simplontunnels ist mit etwa 3 km Länge vermutlich der längste Kreiskehrtunnel Europas.

## Geschichte

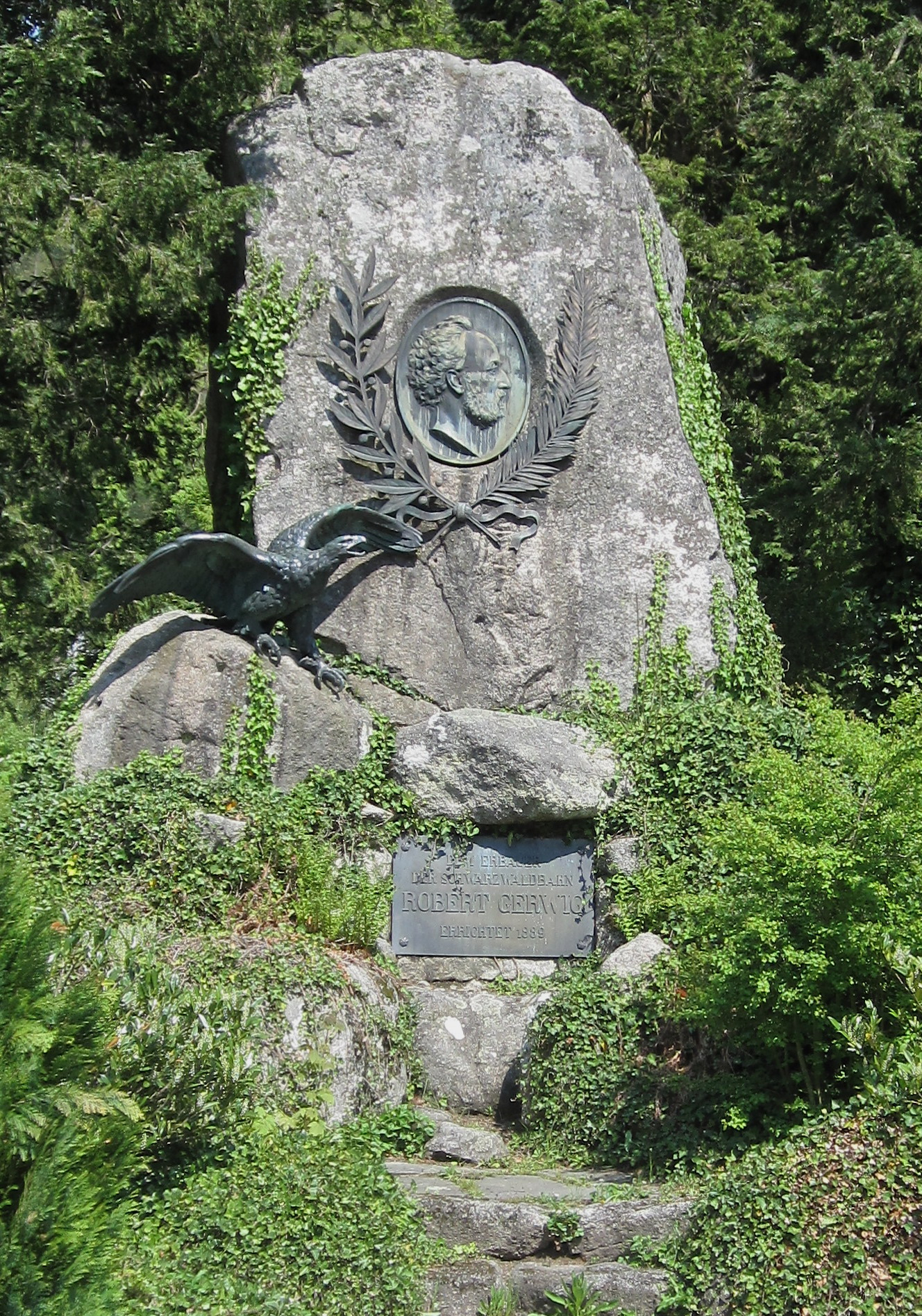
Denkmal in Triberg für Gerwig, den Erbauer der Schwarzwaldbahn

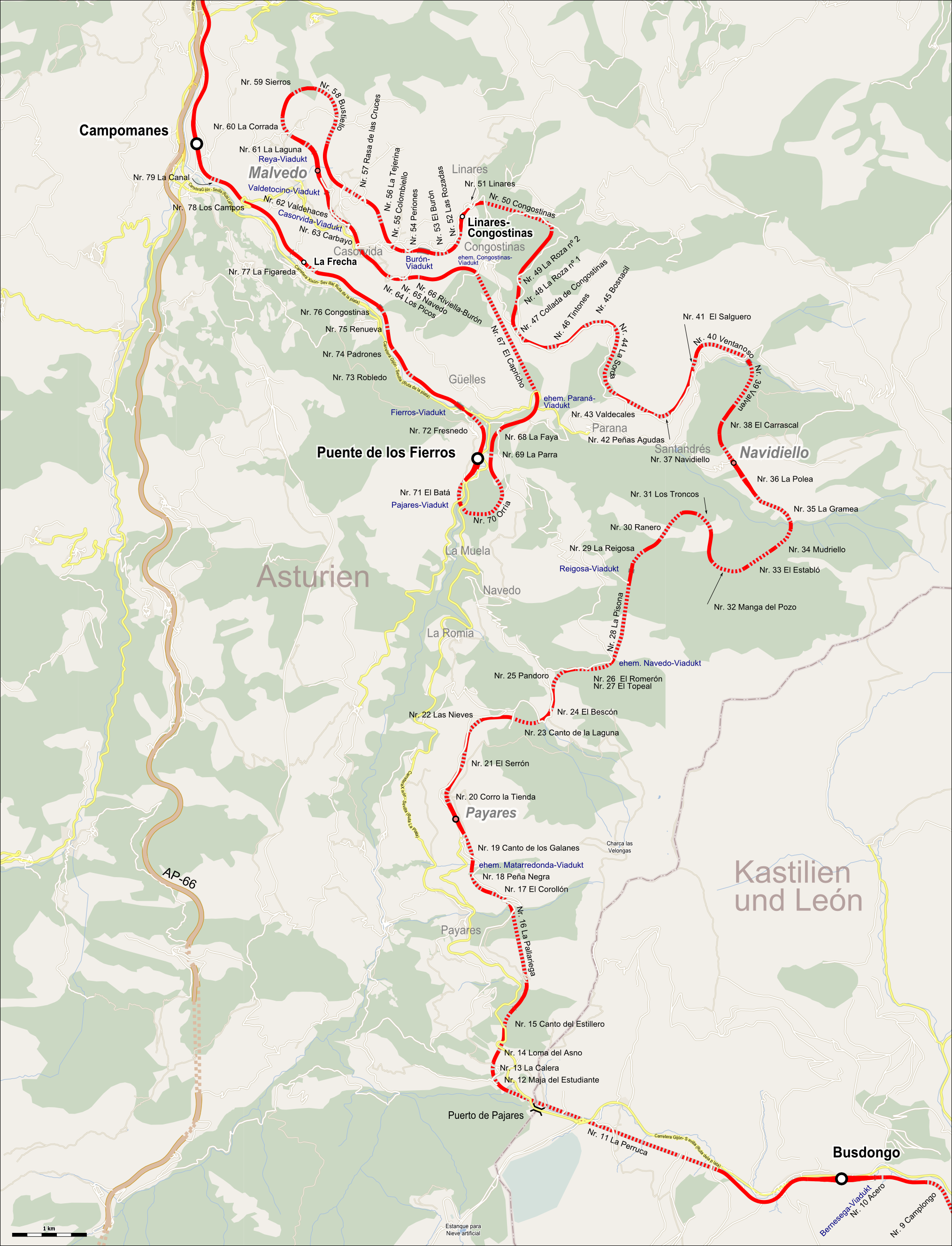
Künstliche Längenentwicklung an der Pajares-Nordrampe der Asturienbahn

Das Prinzip des Kehrtunnels gelangte erstmals bei der von 1863 bis 1873 nach den Plänen Robert Gerwigs erbauten Schwarzwaldbahn zur Anwendung. Die Kehrtunnel der Schwarzwaldbahn dienten als Vorbild für weitere Bahnen. Bereits 1862/63 war für die Höllentalbahn der weltweit erste Spiraltunnel geplant, der jedoch aufgrund anderer Streckenführung nicht umgesetzt wurde.
Auf der 1867 eröffneten Brennerbahn wurden auf der Nord- und der Südseite je ein Kehrtunnel gebaut, beide in einem Seitental. Die 1882 dem Betrieb übergebene Gotthardbahn war die zweite Alpenbahn mit Kehrtunneln.
Zwei Jahre später wurde in Nordspanien die Nordrampe der Asturien-Bahn von León nach Gijón in der dort üblichen iberischen Breitspur mit den aus den beiden Kehrtunneln Bustiello und Orria bestehenden Doppelschleife in Dienst gestellt.
1890 ging auf der meterspurigen Bahnstrecke Landquart–Davos Platz, die heute zum Netz der Rhätischen Bahn gehört, oberhalb Klosters ein Kehrtunnel in Betrieb.

## Beispiele von Kehrtunneln

### Eisenbahnbau

#### Schwarzwaldbahn

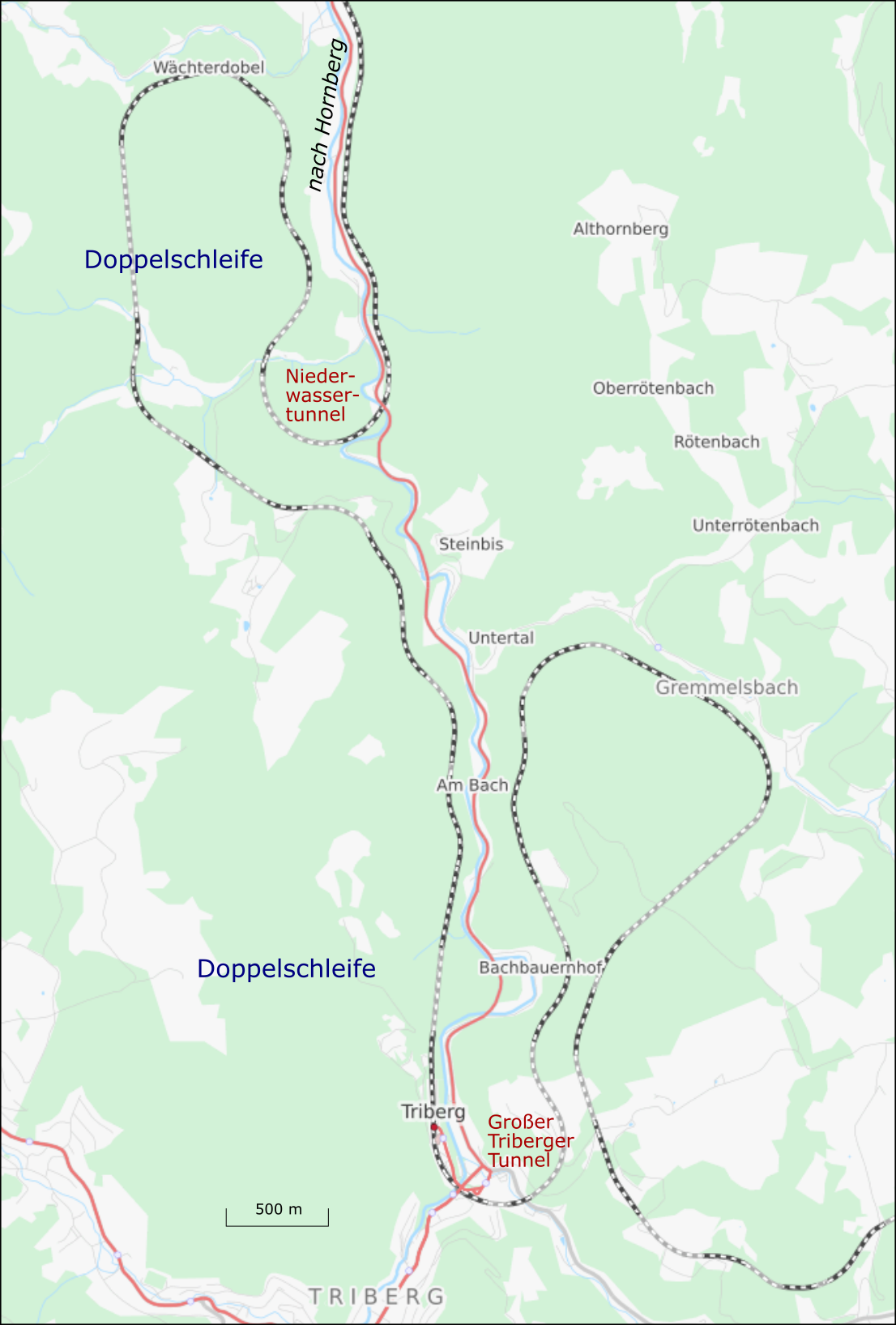
Die beiden Doppelschleifen der Schwarzwaldbahn bei Triberg

Bei der Schwarzwaldbahn wurden die ersten Kehrtunnel gebaut. Die Doppelschleife oberhalb Hornberg besteht aus dem Niederwasser-Tunnel und einer offenen Kehre. In der zweiten Doppelschleife bei Triberg wendet die Trasse im Großen Triberger-Tunnel und wechselt bei Gremmelsbach das zweite Mal die Fahrtrichtung.

#### Wutachtalbahn
Im Verlauf der auch Sauschwänzlebahn genannten Strecke befindet sich mit dem Großen Stockhalde-Tunnel (1700 m) der einzige Schraubtunnel in einem Mittelgebirge wie dem Schwarzwald.

#### Brennerbahn
Die von Karl Etzel entworfene Brennerbahn hatte ursprünglich auf der Nord- und der Südseite je eine Seitentalkehre mit Kehrtunnel; diejenige auf der Südseite wurde 1999 durch einen neuen Streckenabschnitt ersetzt. Auf der Nordseite kurz vor St. Jodok zweigt die Trasse vom Wipptal ins Schmirntal ab, wendet im Jodoktunnel und kehrt mit einem kurzen Sporntunnel wieder ins Wipptal zurück. In Südtirol drehte die Brennerbahn beim Bahnhof Schelleberg vom Wipptal ins Pflerschtal ab, fuhr im Nordhang zum Talboden hinunter, wendete im Aster Tunnel und fuhr den Pflerscher Bach entlang zurück ins Wipptal. Der Kehrtunnel mit der steinschlaggefährdeten Rampe im Berghang ist nicht mehr in Betrieb.

#### Gotthardbahn

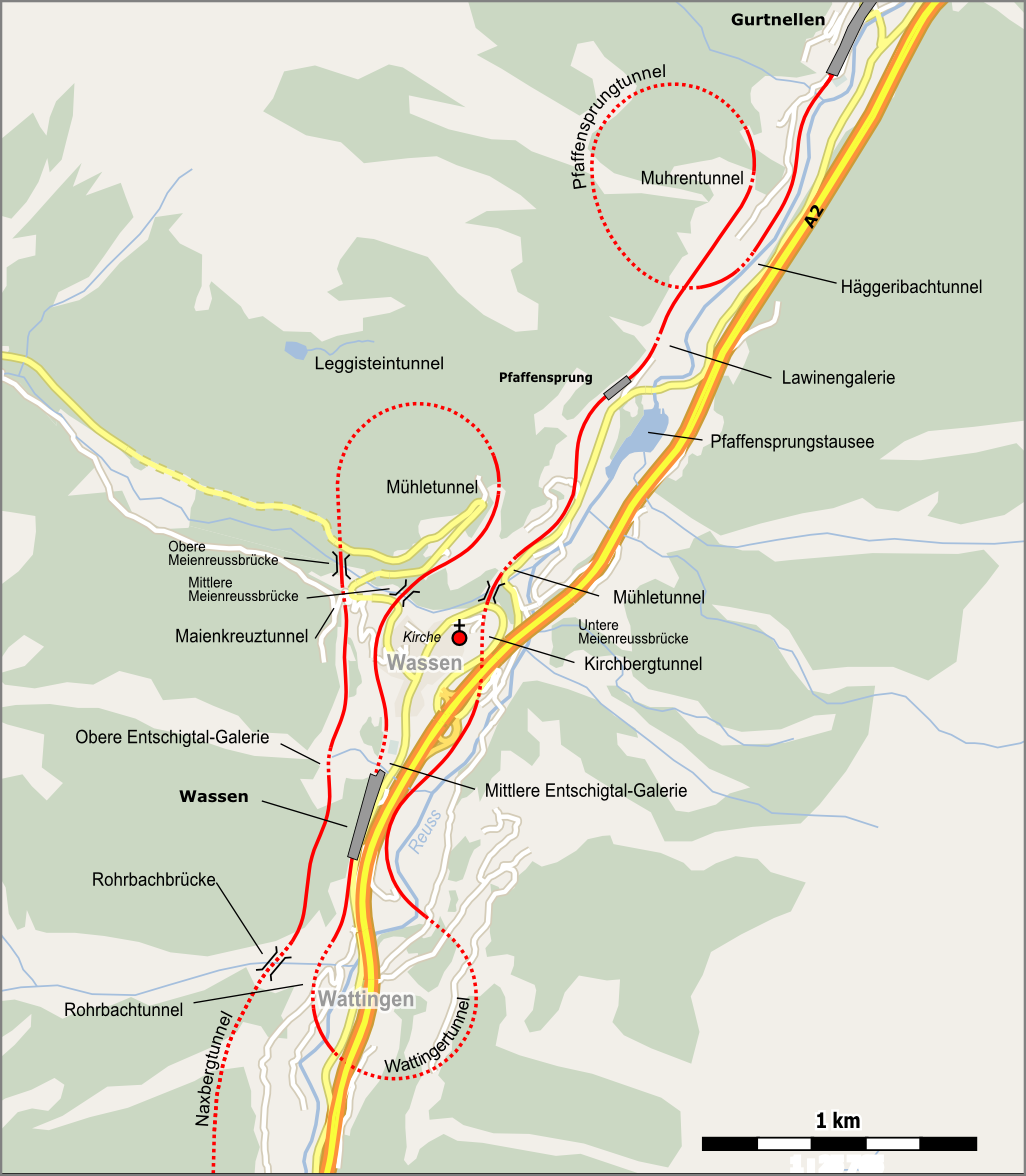
Kehrtunnel bei Wassen

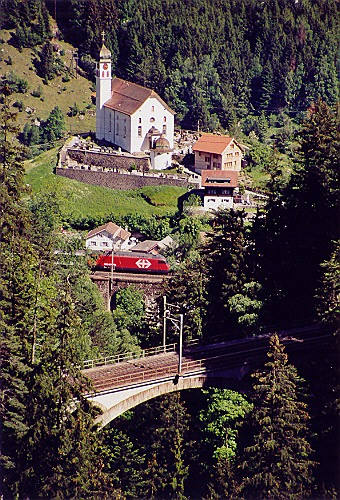
Bild von einem erhöhten Standpunkt nach unten: die oberste und mittlere Ebene der Strecke bei Wassen, darunter die Kirche Wassen

Bei der Gotthardbahn gibt es drei Gruppen von Kehrtunneln: Auf der Südrampe liegen zwei Gruppen zu je zwei Kreiskehrtunnel, die bekannte künstliche Längenentwicklung liegt aber auf der Nordseite bei Wassen. Dort überwindet die Trasse der Nordrampe auf neun Kilometer Streckenlänge einen Höhenunterschied von 190 Metern, wobei die Steigung durchgehend 26 Promille beträgt. Dies wird mit einem Kreiskehrtunnel und einer Doppelschleife bewerkstelligt, wobei beide Schleifen in einem Wendetunnel liegen.
Bei der Ausfahrt aus den Wendetunneln der Doppelschleife sind viele Reisende überrascht, dass sich die Talsohle auf der anderen Seite befindet als bei der Einfahrt in den Tunnel; auf der mittleren Trasse staunen sie weiter, dass der Zug plötzlich vom Reiseziel wegfährt. Die Schweizer Schüler lernten, dass die Dorfkirche von Wassen als Orientierungshilfe bei der Zugfahrt dienen kann, weil sie von allen drei Ebenen der Doppelschleife sichtbar ist, was Emil Steinberger zu einem in der Deutschschweiz sehr bekannten Sketch verarbeitete.
Auf der Südseite werden mit Kreiskehrtunnel zwei Talstufen der Leventina durchfahren. Mit dem Freggio- und Prato-Kehrtunnel bewältigen die Züge nach Rodi-Fiesso die Piottino-Schlucht. Die Talstufe von Giornico wird mit dem Pianotondo- und dem Travi-Tunnel überwunden.

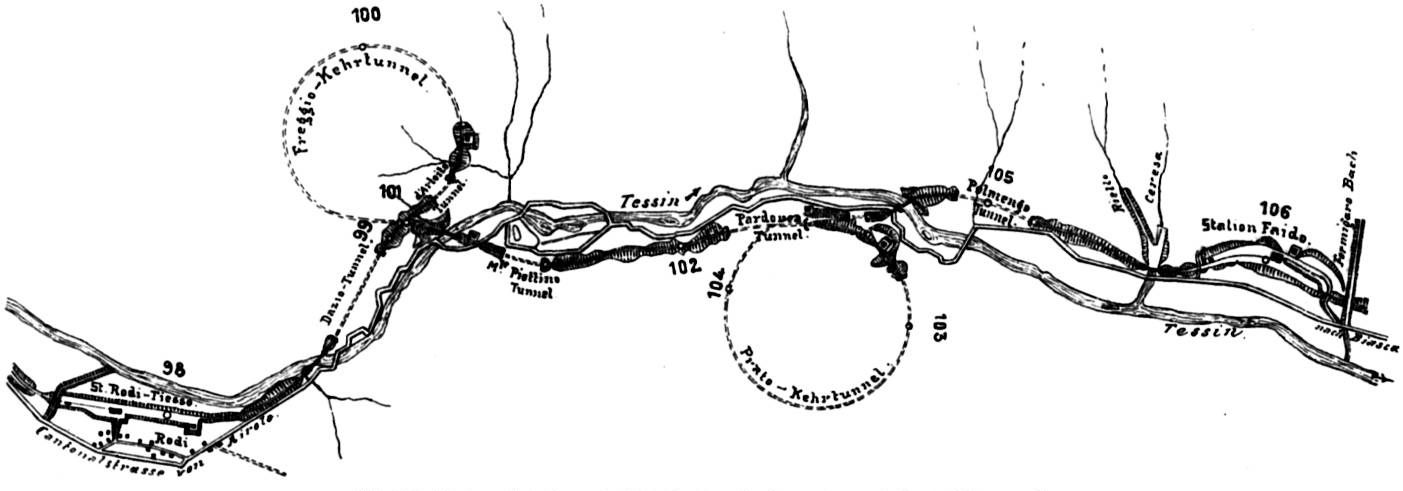
Freggio- und Pratotunnel in der Piottino-Schlucht
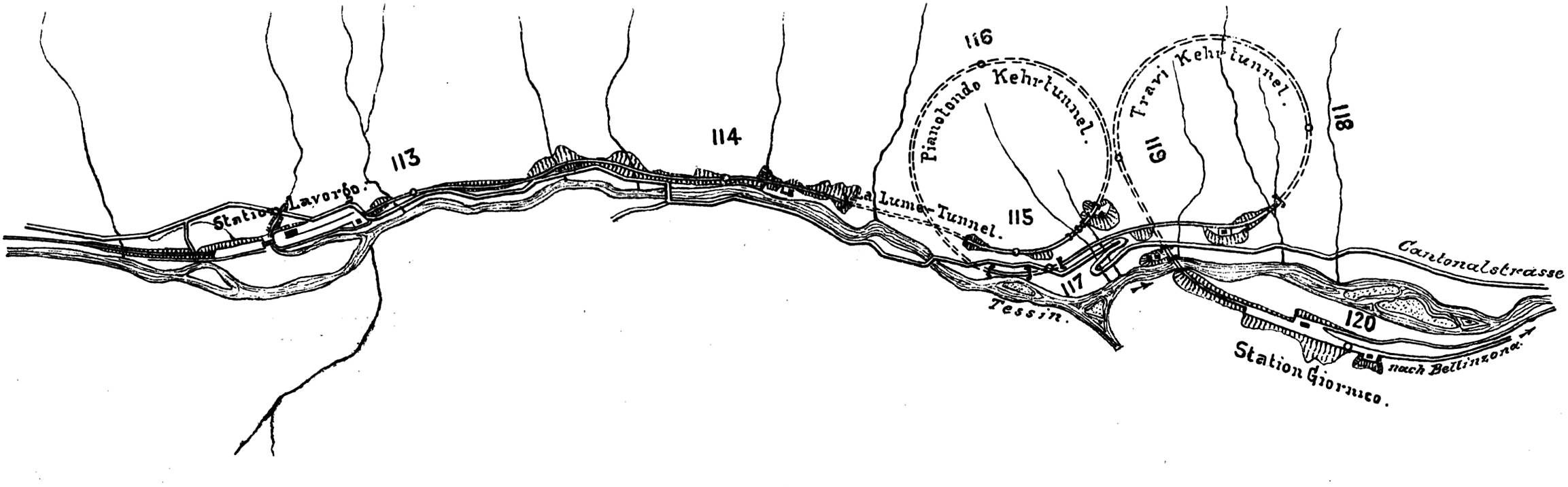
Pianotondo- und Travitunnel in der Biaschina-Schlucht bei Giornico

#### Berninabahn
Die 70 Promille steile Berninabahn weist auf der Südrampe zwei Schleifenanlagen auf – eine oberhalb Poschiavo und eine oberhalb von Cavaglia. In diesem Abschnitt wurde auf 4 km Luftlinie eine künstliche Längenentwicklung von 18 km gebaut, mit der ein Höhengewinn von rund 600 Metern erreicht wird.

#### Furkabahn
Auf der Strecke über den Furkapass, die heute im Besitz der Dampfbahn Furka-Bergstrecke ist, gibt es einen Kreiskehrtunnel, der mit Zahnstange ausgestattet ist. Im 578 m langen Gletsch-Kehrtunnel gewinnt die Strecke mit einer Steigung von 80 Promille 46 Höhenmeter. Dabei wendet sich die Trasse um 304° und beschreibt dabei einen Kreis mit 80 m Radius.

#### Albulabahn
Bei der Albulabahn gibt es auf der Nordseite eine Kehrschleife bei der Burgruine Greifenstein, eine Doppelschleife oberhalb Bergün, einen einzelnen Kreiskehrtunnel oberhalb von Muot sowie zwei Kehrtunnel bei Toua.

#### Landquart–Davos
Die Bahnstrecke Landquart–Davos Platz der meterspurigen Rhätischen Bahn weist oberhalb von Klosters eine Doppelschleife mit zwei Wendetunneln auf. Der Cavadürli-Tunnel ist der obere der beiden. Es ist der älteste Kehrtunnel der Rhätischen Bahn und wurde anfänglich durch eine Spitzkehre in Klosters ergänzt. Diese wurde 1930 durch den unteren Wendetunnel der Doppelschleife, den 402 m langen Klosters-Kehrtunnel, ersetzt. Die Steigung der Strecke beträgt 45 Promille.

#### Slowakisches Erzgebirge
Der einzige Kehrtunnel in der Slowakei befindet sich auf der Bahnstrecke Margecany–Červená Skala. Der Kreiskehrtunnel Telgárt ist 1240 Meter lang und überwindet eine Höhendifferenz von 16 Metern. Gebaut wurde der Kreiskehrtunnel Anfang der 1930er Jahre.

#### Transkontinentale Eisenbahnstrecke der Canadian Pacific Railway
Die transkontinentale Eisenbahnstrecke der Canadian Pacific Railway (CPR) führt in der kanadischen Provinz British Columbia westlich des Kicking Horse Pass durch eine Doppelschleife mit zwei Wendetunneln. Das spezielle an diesen Wendetunneln ist, dass sich die Trasse vor den Tunnelportalen überkreuzt. Da sie sich aber nicht um 360° wendet, sind es keine Kreiskehrtunnel. Dieser Big Hill genannte Streckenabschnitt wurde 1909 dem Betrieb übergeben und ersetzte einen sehr steilen alten Streckenabschnitt.

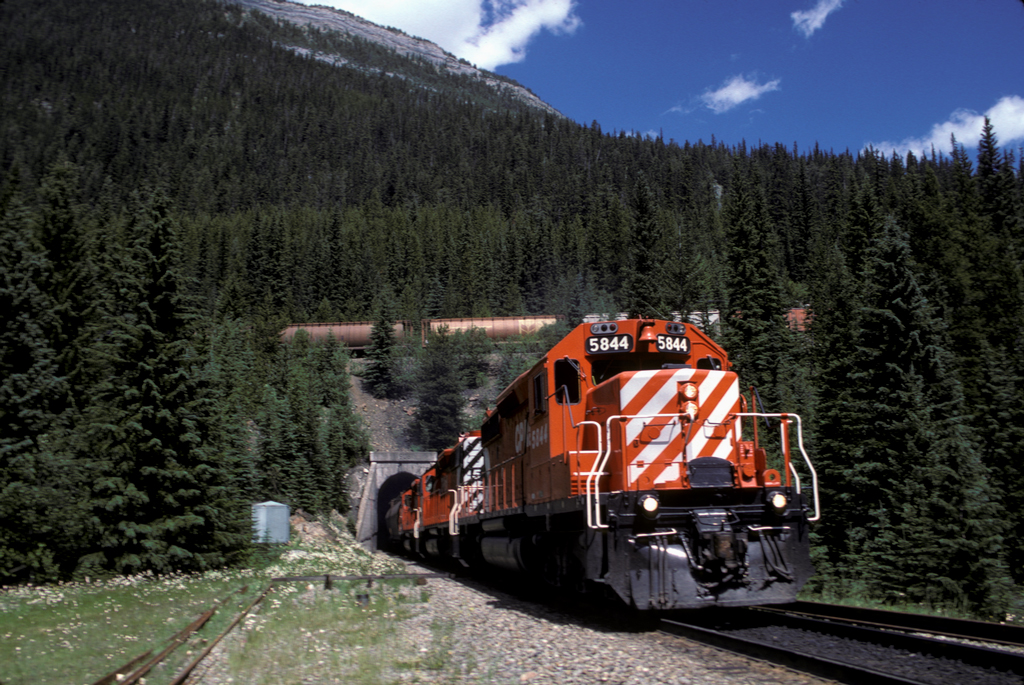
Ein talwärts fahrender Zug verlässt den Lower Spiral Tunnel. Über dem Tunnelportal ist die mittlere Ebene mit dem hinteren Teil des Zuges zu sehen. Der Zug ist so lang, dass er unter sich selbst durchfährt.
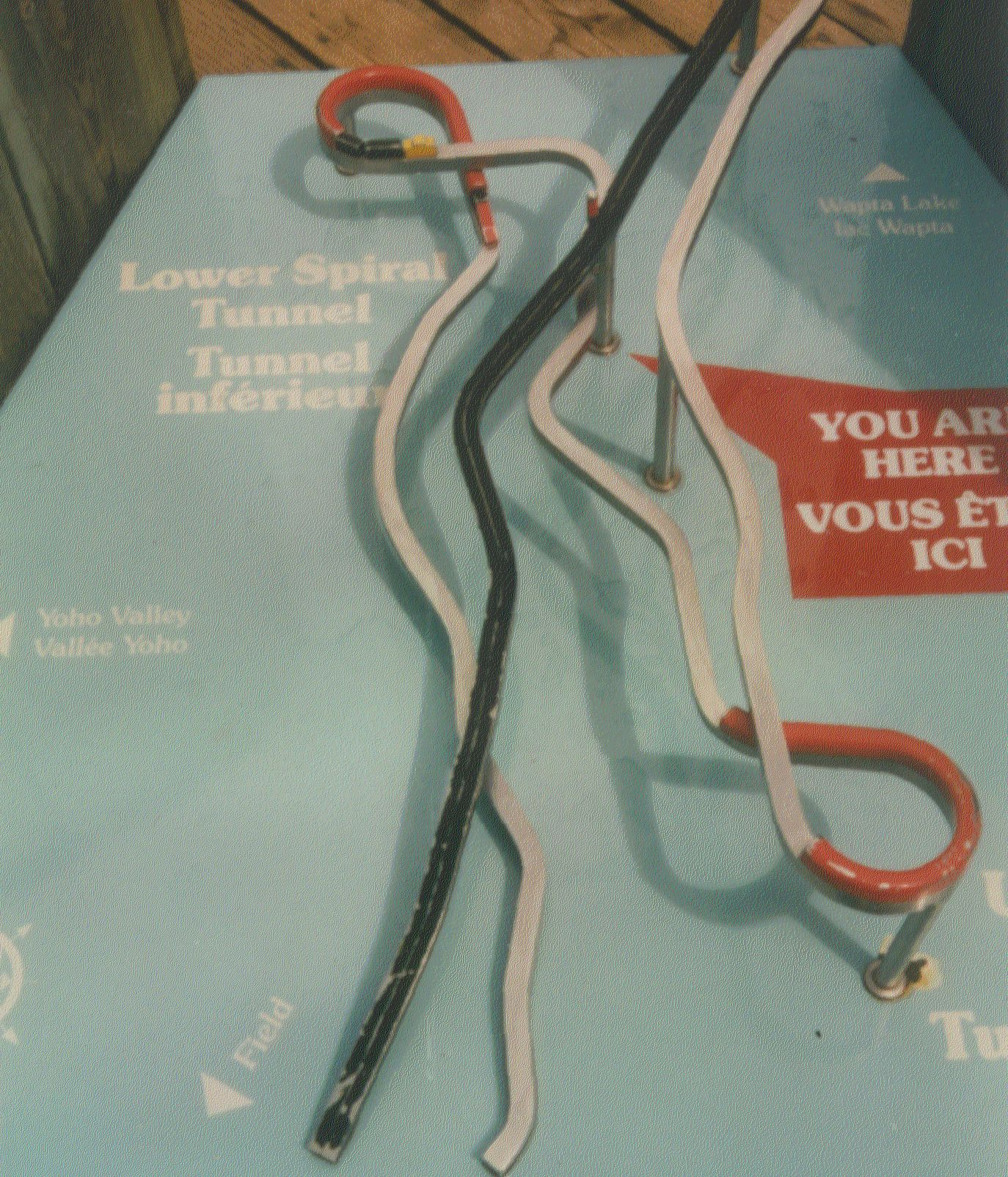
Modell des Big Hill Schwarz: alte Strecke Grau: neue Strecke mit den Kehrtunneln in rot

#### Van Reenen’s Pass
Am Van Reenen’s Pass in Südafrika überwindet eine Nebenstrecke der Natal Main Line einen größeren Höhenunterschied auf der Südseite des Passes. Bei Clove wurden bei Bau der Strecke drei Spitzkehren angeordnet, die später durch eine Doppelschleife ersetzt wurden. Die tiefer liegende südliche Kehre ist offen ausgeführt, die obere nördliche Kehre befindet sich in einem Wendetunnel, wobei die Trasse dieser Kehre sich überschneidet wie bei der Streckenführung am Big Hill in Kanada.

### Straßenbau

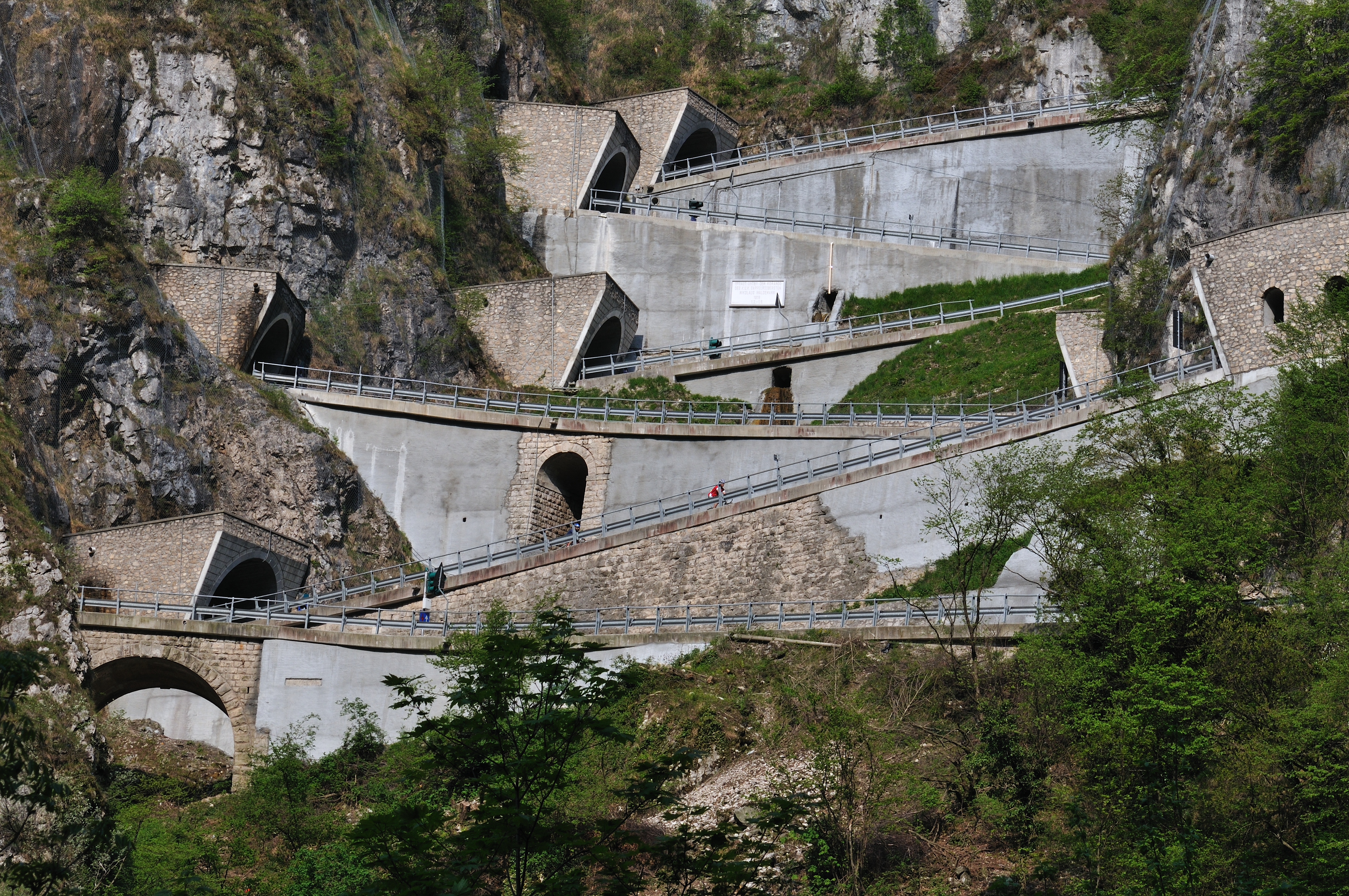
Fünf Wendetunnel für den Straßenverkehr am Passo San Boldo in Italien

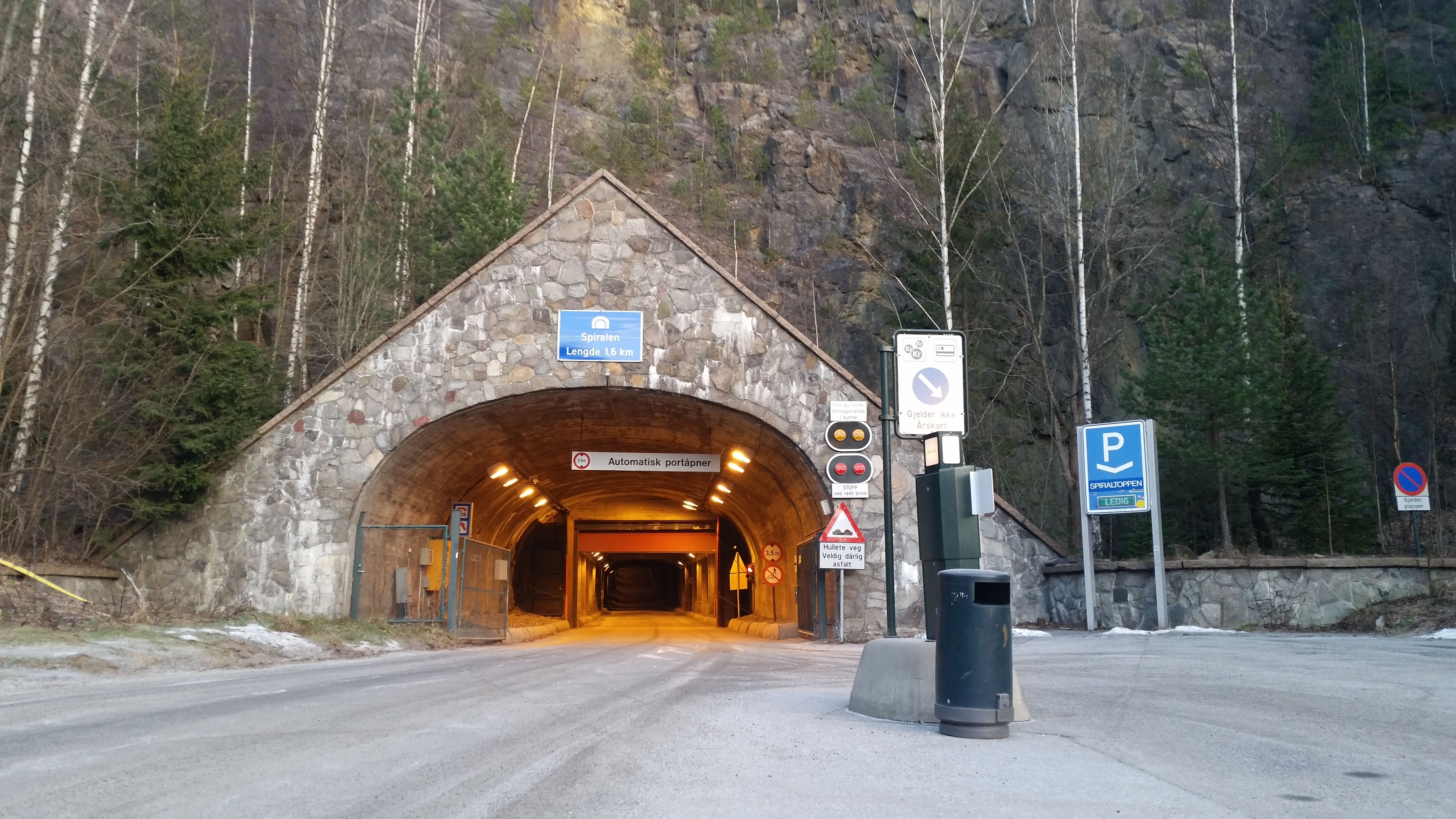
Einfahrt in den Schraubtunnel Drammen in Norwegen

- Ein klassischer Schraubtunnel bildet die Galleria delle Casse in der italienischen Val Formazza mit einem Durchmesser von 300 Metern und einem Drehwinkel von 390°.[17]
- Einen klassischen Wendetunnel mit einem Winkel von 180° bildet der Kehrtunnel der Kraftwerksstraße vom österreichischen Kühtai zum Finstertaler Stausee.[18]
- Der Spiraltunnel Drammen im Süden Norwegens besteht aus sechs übereinanderliegenden Spiralen. Der Kreisdurchmesser beträgt 100 m, die Steigung etwa 10 Prozent.[19] Im Unterschied zu den meisten anderen Kehrtunneln wurde der Spiraltunnel Drammen nicht für eine primäre Verkehrsfunktion erbaut, sondern als im Berg liegender Steinbruch für die Gewinnung von Baumaterialien. Diese Idee war von Anfang an mit dem Konzept einer späteren touristischen Nutzung verknüpft.[20]
- In Lysebotn, ebenfalls im Süden Norwegens, befindet sich der 1103 Meter lange Kehrtunnel Lysetunnelen, der aus drei gekrümmten und zwei langen geraden Abschnitten zusammengesetzt ist. Der zweite Kurvenbogen der Mitte des Tunnels ist eine Haarnadelkurve. Insgesamt entsteht dadurch ein Drehwinkel von 360°.[21][22]
- Der Schranbachtunnel auf der Straße vom österreichischen Kaprun zum Wasserfallboden besteht aus mehreren S-förmigen Kurven im Bergesinnern.[23]
- Eine Folge von fünf 180°-Kehrtunneln findet sich am Passo San Boldo 100 km nördlich von Venedig.[24]
- Der 1200 Meter lange Chuchischleiftunnel auf der Zufahrtsstraße zum Dorf Isenfluh, rund 10 Kilometer südlich von Interlaken im Kanton Bern in der Schweiz, beschreibt im unteren Teil eine 360°-Kurve mit circa 85 Meter Radius.[25] Der schmale Tunnel ist einspurig und hat mehrere Ausweichstellen. Er ersetzt seit 1992 eine 1987 durch Hangrutsch zerstörte oberirdische Verbindung.[26]
- Der 1312 Meter lange Wendetunnel Muttner Tobel im Kanton Graubünden auf der Straße von Solis nach Mutten wurde im Jahr 2006 dem Verkehr übergeben.[27]

## Unterirdische Wendeanlage
Bei einer unterirdischen Wendeanlage wie in Stuttgart Schwabstraße handelt es sich nicht um einen Kehrtunnel. Die Trasse wendet sich zwar in der Anlage um 180°, überwindet aber keinen Höhenunterschied.

## Übersicht
- Liste der Kehrtunnel (Eisenbahn)